# 魚津ショッピングスクエア サンプラザ
魚津ショッピングスクエア サンプラザ（うおづショッピングスクエア サンプラザ）は富山県魚津市駅前新町にある、澤田グループ傘下の魚津興産が経営するショッピングセンター。鉄骨造り3階建て（一部4階建て）である。魚津ショッピングスクエアー サンプラザ（うおづショッピングスクエアー サンプラザ）と表記される場合もある。

## 概要
1970年代の大手量販店の多店化による魚津市内への進出を見込んで、「くみあいマーケット」の将来に対応する為に建設された。
農協がディベロパーである商業施設の成功事例としては、福井県三方郡三方町（現・三方上中郡若狭町）の『レピア』、島根県出雲市の農協『ラピア』（1994年当時は日本一のAコープであった）、広島県広島市のコムズ安佐パークなどそう多くなかった。

## 来歴
- 1973年（昭和48年）12月12日 - 魚津市農業協同組合全額出資の『株式会社魚津興産』設立[4][2]
- 1974年（昭和49年）
  - 1月 - 名称が公募により『サンプラザ』と決定[2]。
  - 6月 - 日本カーバイド工業株式会社の記念社宅跡地の空き地にて着工[2]。
- 1975年（昭和50年）
  - 5月22日 - 完成式[5]。
  - 5月23日 - オープン。敷地面積は11,609m2[6]、店舗は鉄骨3階建て一部4階建てで延べ床面積15,916m2[5]、うち売場面積は9,039m2、テナント数は約40（キーテナントは衣料のトーカマートと食品のくみあいマーケット）[5]、駐車場の駐車台数300台[6]（500台という情報もある[5]）、総事業費は約21億円[5]。魚津市農業協同組合全額出資の、株式会社魚津興産が経営を行う。魚津市農業協同組合合併10周年を記念して開業したもので、魚津市および新川地域の商業経済の発展に資することが目的であった。当時は売り場面積・駐車場・売り上げも新川地区最大であった[6][7][8][9]。
- 1986年（昭和61年）
  - 1月 - 増築工事着工[4]
  - 6月3日 - 全天候型立体駐車場、最新のニューメディア設備を整えた複合施設としてリニューアルオープン[10][7]。
- 1990年（平成2年）11月 - ポイントカート『ソシアス』発行開始[4]
- 1995年（平成7年）
  - 6月1日 - 店舗改装の為、同年6月15日まで1階食品街を除く各テナントが休業[11]。
  - 7月7日 - リニューアルオープン。店舗数が11店増の62店舗となり、米三の跡に文苑堂書店が入店した[12][11]。
- 2003年（平成15年）12月 - 魚津興産に対する「信用供与限度額超過違反」解消のため、魚津興産本館建物を農協が所得[13]。
- 2005年（平成17年）9月3日 - 魚津興産をノースランド（澤田グループ）へ譲渡する件などが魚津市農業協同組合の臨時総代会で可決[14]。同年12月12日に約13億円で譲渡完了[15][16]。それを機に翌2006年2月に1階の食料品売り場のテナントが大阪屋ショップとなり[4]、翌年3月から1階のJAサンプラザ支店跡に理容店『トップII』3階に『アメリカ輸入古着屋 キャンディ』が入居した[7]。
- 2023年（令和5年）6月1日 - エスプールグローカルの全国20番目、富山県内初拠点となる『BPOセンター魚津』が魚津市の委託を受けサンプラザ内にて業務開始。同年6月9日に開所式[17]。

## 主なテナント
現在のテナントについては、公式ホームページの店舗ガイドを参照。
1階
- 大阪屋ショップ[7]

2階
- アメリカ輸入古着屋 キャンディ[7]

3階
- ダイソー

過去のテナント
- くみあいマーケット[18]→Aコープ（1階）[7]
- ミスタードーナツ（1階）[19]
- エフティ（トーカマート、2階）[7]
- 米三（3階[7]、1995年5月の契約更新時を以て撤退[20]）
- しまや（3階）[7]
- サンプラザ日用品[19]
- サンプラザくみあい電化（サンプラザ電化店）[19]（2006年3月15日閉店[21]）
- グリーンレストランサンプラザ（3階）[18]
- パーフェクト（3階カーコーナー）[22]
- ゲームコーナー（4階、日東商会運営）[7]
- サテライトスタジオ[7]（北日本放送ラジオで当時、日曜 15:00 - に生放送していた「サンサンミュージック」の収録に使用された[23]）
- 文苑堂書店（1995年7月7日、3階にてオープン[12]、2024年5月12日閉店[24]）

## かつて存在した増床計画
2005年6月の時点で、3階建てのシアター館（1、2階は駐車場、3階は5スクリーンを有するシネマコンプレックス）、5階建てのリゾート&レジャー館（温泉を併設）を新たに建設し、『ランドマーク・サンプラザ』（仮称）という名称で翌2006年春にリニューアルオープンするという計画が存在していたが、結局建設されなかった。

## 交通アクセス
あいの風とやま鉄道魚津駅から徒歩4分。